# Планинска дивизия (България)
Планинска дивизия (1-ва планинска дивизия) е българска военна част, действала през Първата световна война. Дивизията освен от българи е съставена от албанци от Западна Македония и от турци.

## Формиране
Планинската дивизия е формирана на 5 ноември 1916 г. със заповед №576 от Щаба на действащата армия. Тя е прикрепена към щаба на Македонската военно-инспекционна област и е в състав:
- 1-ви планински пехотен полк (формиран на 18 ноември 1916)
- 2-ри планински пехотен полк (формиран на 17 ноември 1916)
- 3-ти планински пехотен полк (формиран на 3 ноември 1916)
- Артилерийски полк при Планинската дивизия
- Пионерна рота при Планинската дивизия

Влиза в състава на Първа Армия и е подчинена е на началника на Македонската областна военна инспекция. За началник на дивизията е назначен полковник Александър Протогеров, а за началник-щаб – капитан Тодор Радев.
През януари 1917 г. формира школа за подготовка на младши подофицери. 
На 12 септември 1917 година към дивизията се формира и 4-ти планински пехотен полк.

## Боен път
Планинската дивизия отбранява участъка от р. Вардар до село Даутли. Води отбранителни действия при Дойранското езеро срещу британските 26-а и 27-а дивизия.
Към 14 септември 1918 г. заема фронт от 10 км и се състои от 9 дружини и 1 ескадрон. Разполага с 92 картечници, 69 оръдия и 16 минохвъргачки.
Дивизията е разформирована през 1918 година в Кюстендил.

## Началници
Званията са към датата на заемане на длъжността.
| №  | звание        | име                   | дати                      |
| -- | ------------- | --------------------- | ------------------------- |
| 1. | Полковник     | Александър Протогеров | 1916                      |
| 2. | Полковник     | Михаил Сапунаров      | май 1917 – септември 1918 |
| 3. | Генерал-майор | Никола Петров         | 1918                      |